# Carlhubbsia
Carlhubbsia är ett släkte av fiskar. Carlhubbsia ingår i familjen Poeciliidae.
Kladogram enligt Catalogue of Life:
| Carlhubbsia | \| \| Carlhubbsia kidderi \| \| \| \| \| \| Carlhubbsia stuarti \| \| \| \| |
|             | \| \| Carlhubbsia kidderi \| \| \| \| \| \| Carlhubbsia stuarti \| \| \| \| |
|             | Carlhubbsia kidderi                                                         |
|             |                                                                             |
|             | Carlhubbsia stuarti                                                         |
|             |                                                                             |